# 羅霈穎
羅霈穎（原名羅璧玲；1960年8月12日—2020年8月3日）台灣女電視名人、演員。

## 生平

### 早年
羅璧玲出生於基隆市。她有兩名哥哥：羅青哲、羅志堅。開始演藝生涯前為時裝模特兒。

### 演藝生涯
1980年被電視劇製作人周遊相中，在華視單元劇《神勇嬌娃》演出，從此踏入演藝圈。之後陸續拍了許多部電視劇及電影，中視綜藝節目《黃金拍檔》播出期間在主持人倪敏然牽線下被製作人俞凱爾提拔擔任助理主持人，也開始接秀場的工作。
2011年，因林嘉綺婚事，于楓再度成為話題；羅霈穎雖自稱為于楓兒子乾媽，于楓兒子卻說從未見過羅，甚至還需要媒體代傳簡訊。
2012年初，羅霈穎的爸爸因病逝世，羅霈穎因而消失在螢光幕上，半個月後才開始接通告上節目。

### 逝世

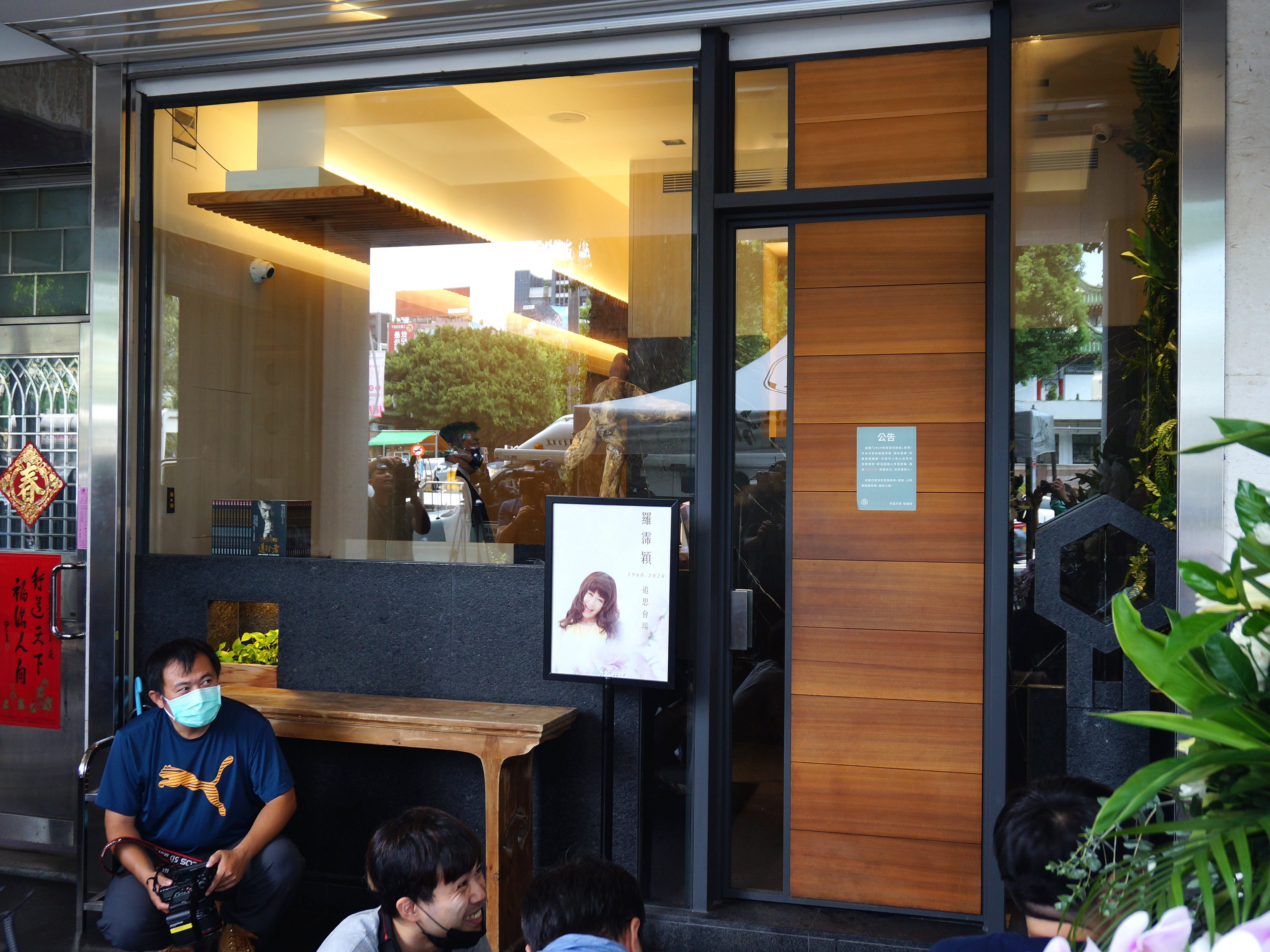
羅霈穎追思會，冬瓜行旅會館大門前

2020年8月3日晚間，羅霈穎由友人發現猝死於工作室兼住宅，享年59歲。經抽血結果研判，羅霈穎死因為服用多種藥物造成的意外。追思會會場設於台北市冬瓜行旅會館。8月15日在台北市第一殯儀館舉行告別式火化，下午3點40分骨灰在大哥羅青哲護送下送抵桃園市大溪區永福金寶塔安厝。同羅父葬於永福金寶塔。
2020年3月，羅霈穎赴劉真靈堂弔唁，是羅霈穎最後一次出席公開場合。2020年8月4日，《黃金拍檔》主持人張菲得知羅霈穎死訊，無法相信，難過直說：「一切真是太突然。」張菲回憶，《黃金拍檔》曾經赴日本採訪志村健，當時志村健非常欣賞羅霈穎，他提醒羅霈穎「別被日本人追走」，沒想到羅霈穎直率反問「你們沒有追過我嗎」，讓他忍不住笑出來。

## 軼事
原名羅璧玲的羅霈穎，因生涯發展的問題執意改名，遂逕自到戶政事務所，完成手續。羅霈穎父親聞訊，低頭沉吟，琢磨了許久，沒有作聲，也不置可否。最後羅霈穎撒嬌逼問他：“到底認為怎麼樣嘛？爸爸！”羅霈穎父親這才回說：“唉！我真是搞不懂，妳是找誰改的名字！”搖搖頭接著說：“霈穎念起來，不成了paying，就這樣，還想發財？還能發財？”之後頓了一頓，又繼續說：“璧玲─多好喔，billion，billion，一念就念來十億美金呀！”這讓向來重視財運的羅霈穎聞言一時為之語塞，喉嚨像是梗了一塊石頭，失去了平日反應快速的伶牙俐齒。

## 主持作品

### 電視節目
| 頻道       | 節目                    | 備註                                     |
| ---------- | ----------------------- | ---------------------------------------- |
| 中視       | 《黃金拍檔》            | 助理主持人                               |
| 中視       | 《摩登快樂城》          |                                          |
| 中視       | 《我愛星期六 冰上璇宮》 | 與趙樹海共同主持                         |
| 中視       | 《歡樂隊對碰》          | 第二代主持人，與王夢麟共同主持           |
| 中視       | 《天天看我》            |                                          |
| 中視       | 《烏龍大會串》          |                                          |
| 中視       | 《天天星期天》          | 與倪敏然、徐風、羅江、余天、向娃共同主持 |
| 東森綜合台 | 《男人搞什麼》          | 與小鐘共同主持                           |
| 東森綜合台 | 《幸福委員會》          | 與焦志方共同主持                         |
| 緯來綜合台 | 《九點麻辣燙》          |                                          |
| 緯來綜合台 | 《麻辣燙》              | 《九點麻辣燙》改名                       |
| MUCH TV    | 《命運大不同》          |                                          |
| 八大綜合台 | 《風花雪月》            |                                          |

## 演出作品

### 電影
| 年份   | 片名           | 飾演                  | 導演   | 編劇   |
| ------ | -------------- | --------------------- | ------ | ------ |
| 1981年 | 《飛躍補習班》 | 徐珮珮                | 張蜀生 | 吳念真 |
| 1982年 | 《台北甜心》   |                       |        | 吳念真 |
| 1982年 | 《人蛇大戰》   |                       | 張旗   |        |
| 1983年 | 《海灘的一天》 | 參與演出但片尾未具名  | 楊德昌 |        |
| 1983年 | 《鬼馬天師》   | 秀芳姐姐/由你說之遺孀 | 袁祥仁 |        |

### 電視劇
| 年份                 | 頻道           | 劇名                 | 飾演   |
| -------------------- | -------------- | -------------------- | ------ |
| 1980年6月16日        | 華視           | 《神勇嬌娃》         | 艾真   |
| 1982年7月5日~8月13日 | 台視           | 《再愛我一次》       | 夏曉蟬 |
| 1983年               | 中視           | 《司機的故事》       |        |
| 1984年               | 中視           | 《驀然回首》         | 康宜芬 |
| 1986年               | 中視           | 《家和萬事興》       | 羅吉美 |
| 1987年               | 三立影視錄影帶 | 《豬哥亮與嘉慶君》   |        |
| 1988年               | 中視           | 《媽媽 吉利 小叮噹》 | 朱致柔 |
| 1995年               | 中視           | 《愛在他鄉》         | 貴婦   |
| 1990年               | 台視           | 《錯體姻緣》         | 莊瑪麗 |
| 1984年               | 台視           | 《情歸何處》         | 王儀君 |
| 1998年               | 台視           | 《吹鼓吹彩霞飛》     | 郭敏   |
| 2002年               |                | 《愛情白皮書》       | 掛居母 |